# Leclercera
Genre
Leclercera est un genre d'araignées aranéomorphes de la famille des Psilodercidae.

## Distribution
Les espèces de ce genre se rencontrent en Asie du Sud-Est, en Asie du Sud et en Asie de l'Est.

## Liste des espèces
Selon World Spider Catalog (version 22.0, 17/02/2021) :
- Leclercera aniensis Chang & Li, 2020
- Leclercera banensis Chang & Li, 2020
- Leclercera duandai Chang & Li, 2020
- Leclercera duibaensis Chang & Li, 2020
- Leclercera dumuzhou Chang & Li, 2020
- Leclercera ekteenensis Chang & Li, 2020
- Leclercera hponensis Chang & Li, 2020
- Leclercera jianzuiyu Chang & Li, 2020
- Leclercera jiazhongensis Chang & Li, 2020
- Leclercera khaoyai Deeleman-Reinhold, 1995
- Leclercera lizi Chang & Li, 2020
- Leclercera longiventris Deeleman-Reinhold, 1995
- Leclercera machadoi (Brignoli, 1973)
- Leclercera maochong Chang & Li, 2020
- Leclercera mianqiu Chang & Li, 2020
- Leclercera mulcata (Brignoli, 1973)
- Leclercera nagarjunensis Li & Li, 2018
- Leclercera negros Deeleman-Reinhold, 1995
- Leclercera niuqu Li & Li, 2018
- Leclercera ocellata Deeleman-Reinhold, 1995
- Leclercera paiensis Chang & Li, 2020
- Leclercera pulongensis Chang & Li, 2020
- Leclercera renqinensis Chang & Li, 2020
- Leclercera sanjiao Chang & Li, 2020
- Leclercera selasihensis Chang & Li, 2020
- Leclercera shanzi Chang & Li, 2020
- Leclercera shergylaensis Chang & Li, 2020
- Leclercera sidai Li & Li, 2018
- Leclercera spinata Deeleman-Reinhold, 1995
- Leclercera suwanensis Chang & Li, 2020
- Leclercera thamkaewensis Chang & Li, 2020
- Leclercera thamsangensis Chang & Li, 2020
- Leclercera tudao Chang & Li, 2020
- Leclercera undulata Wang & Li, 2013
- Leclercera xiangbabang Chang & Li, 2020
- Leclercera xiaodai Chang & Li, 2020
- Leclercera yamaensis Chang & Li, 2020
- Leclercera yandou Chang & Li, 2020
- Leclercera yanjing Chang & Li, 2020
- Leclercera yuanzhui Chang & Li, 2020
- Leclercera zanggaensis Chang & Li, 2020
- Leclercera zhamensis Chang & Li, 2020
- Leclercera zhaoi Li & Li, 2018

## Étymologie
Ce genre est nommé en l'honneur de Philippe Leclerc.

## Publication originale
- Deeleman-Reinhold, 1995 : « The Ochyroceratidae of the Indo-Pacific region (Araneae). » The Raffles Bulletin of Zoology Supplement, no 2, p. 1-103 (texte intégral).